# Erich Muhsfeldt
SS-Oberscharführer Erich Mühsfeldt, ou Mussfeld, ou Erich Mußfeldt, (18 février 1913 – 28 janvier 1948) était un SS allemand, agent de service dans deux camps d'extermination pendant la Seconde Guerre mondiale, en Pologne occupée à Auschwitz et dans le camp de concentration de Majdanek. Il a été arrêté et inculpé par les Alliés en 1946 puis transféré en Pologne, où ses crimes de guerre ont été révélés grâce à de nouveaux éléments de preuve. Il a été rejugé par le Tribunal National Suprême au Procès d'Auschwitz, à Cracovie, et déclaré coupable de crimes contre l'humanité. Muhsfeldt a été condamné à mort par pendaison en décembre 1947 et exécuté le 28 janvier 1948.
Eric Muhsfeldt est né le 18 février 1913. Au moment de son service dans la SS-Totenkopfverbände, il aurait été marié et avait un fils. Le sort de sa femme n'est pas clair. Selon Miklós Nyiszli, sa femme aurait été tuée dans un raid aérien et son fils envoyé sur le front russe.

## Années de services
À l'origine Muhsfeldt servit dans les SS-Sonderkommando à Auschwitz I, en 1940. Il a été transféré au camp de concentration de Majdanek le 15 novembre 1941. Il a été impliqué dans l'opération nazie d'extermination de tous les Juifs survivants dans le district de Lublin du gouvernement général en Pologne occupée, opération connue sous le nom d'Aktion Erntefest. C'était le plus grand massacre de la Shoah perpétré en un jour, avec un total de 43 000 personnes assassinées à Majdanek, Trawniki et Poniatowa. Lorsque le camp de Majdanek a été liquidé, il a de nouveau été transféré à Auschwitz, où il a ensuite servi comme officier SS-Sonderkommando dans les crématoires II et III d'Auschwitz II (Birkenau).
À son retour à Auschwitz, Muhsfeldt a eu une relation inhabituelle avec le célèbre juif hongrois Miklós Nyiszli, un médecin qui a été forcé d'assister le Dr Josef Mengele dans des expériences médicales et des dissections menées sur des déportés. Le Dr Nyiszli a survécu à la guerre et a plus tard témoigné sur ce qui s'est passé à Auschwitz. Le Dr Nyiszli décrit un incident lorsque Muhsfeldt venait le voir pour un contrôle de routine, après avoir abattu 80 prisonniers d'une balle dans la nuque avant leur incinération. Le Dr Nyiszli a commenté que Muhsfeldt avait une pression artérielle élevée, et il a demandé si cela pouvait être lié à l'augmentation récente des convois et des assassinats de masse. Muhsfeldt a répondu énervé que cela ne faisait aucune différence pour lui d'abattre une personne ou d'en abattre quatre-vingt. Selon lui, si sa tension artérielle était trop élevée c'est parce qu'il buvait trop.
Après la fin de la guerre, Muhsfeldt a été arrêté et inculpé initialement par le Commandement Européen. Il a été rejugé à Cracovie par le Tribunal National Suprême en 1947, où il a été condamné à mort pour ses crimes de guerre. Il a été exécuté par pendaison le 28 janvier 1948.